# Cipriano Lensi
Cipriano Lensi (fl. XVIII secolo) è stato un pittore italiano, attivo a Firenze tra il 1760 e il 1781.

## Biografia
Scarse e frammentarie sono le notizie su questo autore (talvolta indicato anche come Lenzi), che è essenzialmente documentato tra il 1760, anno in cui realizzò una copia su tela della Madonna del Buonconsiglio per la confraternita della buca di San Girolamo, e il 1781 quando realizzò alcuni affreschi per la cappella di San Giovanni Battista al Carmine. Nel 1777-78 sono registrati alcuni pagamenti all'Accademia del Disegno. Suo è anche l'affresco di Angeli nel transetto della Chiesa di San Piero in Palco, eseguito col quadraturista Mazzoni. Gli è stato attribuito anche il tabernacolo tra via Maffia e via Sant'Agostino, che uno studio recente ha tuttavia ricondotto a Niccolò Nannetti.
Il suo stile si basa sulla lezione fiorentina di Pier Dandini o Matteo Bonechi, aggiornata a colori chiari e pennellate fluide di ascendenza veneta.